# Kornycia
Kornycia (ukr. Корниця) – wieś na Ukrainie, w obwodzie chmielnickim, w rejonie szepetowskim, w hromadzie Biłohirja, nad Horyniem. W 2001 roku liczyła 498 mieszkańców.